# Wołodymyr Szczygielski
Wołodymyr Omeljanowycz Szczygielski, pseud. „Burłaka” (ukr. Володимир Омелянович Щигельський; ur. 18 sierpnia 1920 we Lwowie, zm. 7 kwietnia 1949 w Rzeszowie) – ukraiński dowódca wojskowy, porucznik UPA, za przestępstwa popełnione na terenie Polski skazany na karę śmierci.

## Życiorys

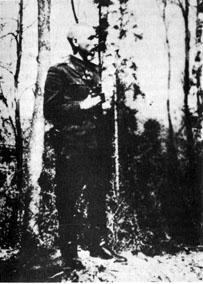

Uczęszczał do gimnazjum we Lwowie, w VI klasie porzucił naukę z powodów materialnych, pracował jako sprzedawca. W 1938 walczył w obronie Ukrainy Karpackiej, następnie przedarł się do Rumunii. W 1939 został przerzucony do Niemiec na szkolenie dywersyjne Abwehry. W 1940 przerzucony na teren ZSRR, przekazywał stamtąd informacje wywiadowcze. W drugiej połowie 1941 został komendantem posterunku pomocniczej policji ukraińskiej w Wojtkowej, później również w Kuźminie, Jaworniku Ruskim i Medyce.
Przez kilka dni dowodził kureniem utworzonym z 3 sotni składających się z byłych policjantów ukraińskich. Kureń pod jego osobistym dowództwem wziął udział 6 sierpnia 1944 w rozstrzelaniu 42 Polaków w Baligrodzie.
W okolicy Radziejowej kureń „Burłaki” zaatakował sowieckich partyzantów. Rosjanie odparli atak Ukraińców. Sześciu banderowców zostało zabitych, reszta się rozpierzchła. Upowcy z kurenia „Burłaki” zebrali się ponownie w Żernicy Wyżnej. Tutaj 8 sierpnia kureń przeformowano, a dowództwo powierzono Wasylowi Mizernemu ps. „Ren”. „Burłace” pozostawiono dowództwo sotni.
Był dowódcą sotni „Udarnyky 4” (94 a), zorganizowanej przez niego 25 czerwca 1944, wchodzącej w skład 2 kurenia „Udarnyky” pod dowództwem „Bajdy”. Pod koniec 1947 przebił się z sotnią na teren Czechosłowacji, kierując się do amerykańskiej strefy okupacyjnej w Niemczech. Sotnia została okrążona i częściowo rozbita, a sam „Burłaka” ujawnił się po zagwarantowaniu mu bezpieczeństwa. Jednak gwarancji nie dotrzymano, w 1948 został wydany władzom polskim. W czasie śledztwa przyznał się do kierowania mordem Polaków w Baligrodzie. W uzasadnieniu do aktu oskarżenia pojawił się zarzut kierowania tą zbrodnią. Z nieznanych powodów formalnie jednak nie postawiono mu tego zarzutu. Za zbrodnię w Baligrodzie nie został osądzony. Za inne przestępstwa popełnione na terenie Polski Szczygielski został skazany na karę śmierci przez Wojskowy Sąd Rejonowy w Rzeszowie. Wyrok wykonano poprzez rozstrzelanie 7 kwietnia 1949 w więzieniu w zamku rzeszowskim.
IPN umieścił Włodymyra Szczygielskiego na indeksie „represjonowanych przez PRL z powodów politycznych”.